# 爱德华·拉赫曼

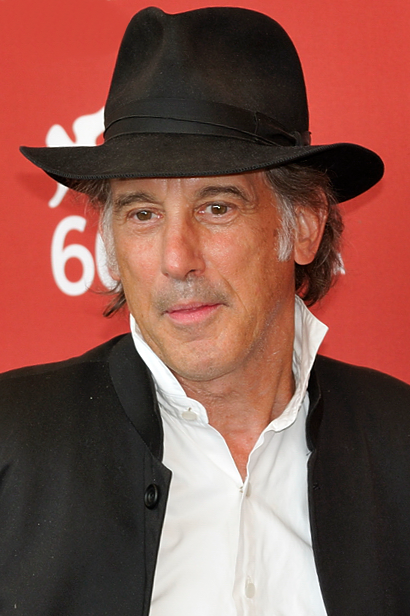
爱德华·拉赫曼在第66届威尼斯电影节

爱德华·拉赫曼(1948年3月31日-)，电影摄影师和导演，美国电影摄影师协会成员。主要从事美国独立电影活动，并担任陶德·海恩斯(包括2002年的天上人間，且为他赢得了一项奥斯卡金像奖 )、尤里西·塞德尔、溫·韋德斯、史蒂文·索德伯格和陶德·海恩斯的摄影导演。 他参与制作了韋納·荷索的 《苏弗雷火山》 (1977)、《寻找苏珊》(1985)，蘇菲亞·柯波拉的处女作《处女之死》 (1999)，勞勃·阿特曼最后一部作品《牧場之家好做伴》(2006)和施德·索朗兹的 《战争时期的生活》(2009)。
1989年，拉赫曼联合导演了选集电影《想象美国》中的一段影片。 2002年，拉赫曼和拉里·克拉克联合导演了争议影片《天地无伦》。 2003年拉赫曼和法国电音组合傻朋克合作为其专辑《超时空记忆》制作了一系列视频。

## 生活和教育
拉赫曼生于莫里斯敦 (新泽西州)，父母为爱德华（一电影院物主和经销商）和罗莎贝尔·拉赫曼 。他于1965年获得哈佛大学学士学位，在俄亥俄州立大学攻读美术学士之前就读于法国拉伯雷大学。 

## 主要作品
- La Soufrière (1977)
- Lightning Over Water (1980)
- 神秘約會 (1985)
- 尋找小津 (1985)
- 迷幻人生 (1992)
- Touch (1997)
- 死亡日记 (1999)
- The Limey (1999)
- 永不妥協 (2000)
- 天上人間 (2002)
- 牧場之家好做伴 (2006)
- Import/Export (2007)
- 搖滾啟示錄 (2007)
- 战争时期的生活 (2009)
- 幻世浮生 (2011)
- 天堂三部曲 (2012)
- 卡露的情人 (2015)
- Weiner-Dog[6] (2016)
- 奇光下的秘密 (2017)
- 黑水 (2019)
- 伯爵 (2023)
- 玛丽亚 (2024)